# Parigi-Troyes 2012
La Parigi-Troyes 2012, cinquantaquattresima edizione della corsa e valida come evento dell'UCI Europe Tour 2012 categoria 1.2, si svolse l'11 marzo 2012 su un percorso totale di circa 174,2 km. Fu vinto dal francese Jean-Marc Bideau che terminò la gara in 4h09'30", alla media di 41,89 km/h.
All'arrivo 97 ciclisti portarono a termine la gara.

## Squadre e corridori partecipanti
| N.      | Cod. | Squadra                          |
| ------- | ---- | -------------------------------- |
| 1-8     |      | UV Aube-Club Champagne Charlott' |
| 11-18   | BSC  | Bretagne-Schuller                |
| 21-28   | SAU  | Saur-Sojasun                     |
| 31-38   | LPM  | La Pomme Marseille               |
| 41-48   | RLM  | Roubaix-Lille Métropole          |
| 51-58   | AUB  | Auber 93                         |
| 61-68   | VRU  | Véranda Rideau-Super U           |
| 71-78   | TJM  | Joker-Merida                     |
| 81-88   | BGT  | Bridgestone-Anchor               |
| 91-98   | ARH  | Atlas Personal-Jakroo            |
| 101-108 | TIK  | Itera-Katusha                    |

| N.      | Cod. | Squadra                        |
| ------- | ---- | ------------------------------ |
| 111-118 | PBC  | Plussbank-BMC                  |
| 121-128 | CCD  | Differdange-Magic-sportfood.de |
| 131-138 | EDR  | Endura Racing                  |
| 141-148 |      | CC Villeneuve-Saint-Germain    |
| 151-158 |      | CC Nogent-sur-Oise             |
| 161-168 | ADT  | Armée de Terre                 |
| 171-178 | SCO  | SCO Dijon                      |
| 181-188 |      | CC Étupes                      |
| 191-196 |      | Rémy Meder Haguenau            |
| 201-208 |      | VC Toucy                       |
| 211-217 |      | UVCA Troyes                    |

## Ordine d'arrivo (Top 10)
| Pos. | Corridore            | Squadra      | Tempo    |
| ---- | -------------------- | ------------ | -------- |
| 1    | Jean-Marc Bideau     | Bretagne     | 4h09'30" |
| 2    | Anthony Delaplace    | Saur-Sojasun | s.t.     |
| 3    | Romain Bacon         | Auber 93     | s.t.     |
| 4    | Dimitri Le Boulch    | Auber 93     | a 7"     |
| 5    | Alexander Wetterhall | Endura       | s.t.     |
| 6    | Benoit Drujon        | Auber 93     | s.t.     |
| 7    | Stéphane Poulhiès    | Saur-Sojasun | s.t.     |
| 8    | Benoît Daeninck      | CC Nogent    | s.t.     |
| 9    | Marcel Aregger       | Atlas-Jakroo | s.t.     |
| 10   | Morgan Kneisky       | Roubaix      | s.t.     |